# Alfred Baeschlin
Alfred Baeschlin (Schaffhausen, cantó de Schaffhausen, 1883 - 1964) fou un arquitecte, pintor i poeta suís. Estudià arquitectura a Zúric i fou professor de l'Escola d'Arts i Oficis del Cantó de Berna, així com fundador de la Lliga per a la Conservació de la Suïssa Pintoresca i de la Nova Federació d'Arquitectes Suïssos, i col·laborà en diverses revistes alemanyes i suïsses, arribant a dirigir Die Schweizerische Baukunst. Durant els anys deu viatjà arreu d'Europa: Alemanya, Països Baixos i Suècia, i va construir cases de camp a França. Quan esclatà la Primera Guerra Mundial abandonà París i es va traslladar a Barcelona.
El camp d'estudi preferent de Baeschlin fou la casa popular. Es dedicà a estudiar la casa rural en articles que prompte enviaria a revistes espanyoles, i va exposar els seus dibuixos en diverses ciutats franceses i espanyoles. Els seus record de dos estius passats a Mallorca, publicats amb motiu del seu setanta natalici, els va titular Ein Künstler erlebt Mallorca. Els prologuistes d'aquest llibre, el seu paisà i amic d'adolescència Hermann Hesse, i l'arquitecte basc Pedro Guimón, indiquen que va construir l'Escola Suïssa de Barcelona i algunes cases particulars als voltants d'aquesta ciutat i de Biarritz, "sempre segons la seua interpretació fidel a les formes constructives autònomes", diu Guimón. Durant la seua estada a Bilbao i Biàrritz va estudiar basc i l'estil arquitectònic dels caserius. Durant la mateixa època construiria el palau d'Ajuria Enea que se li atribueix.
L'any 1928 fa una volta en vaixell a Espanya, amb la seua dona i el seu fill acabat de nàixer. Envia al periòdic bilbaí La Tarde una sèrie d'articles sobre l'habitatge rural dels llocs que recorre. Decideix instal·lar-se a València l'any 1930. Poc abans de la seua instal·lació a València, l'Exposició Universal de Barcelona l'havia posat en contacte amb l'arquitectura més moderna gràcies al Pavelló d'Alemanya de Mies van der Rohe. Va aprendre valencià amb Carles Salvador, alhora que col·laborava al setmanari El Camí, on hi va publicar nombrosos estudis d'arquitectura popular valenciana. Per tant, Baeschlin es relacionà amb els artistes i intel·lectuals agrupats al voltant de la Sala Blava o de revistes com la susdita El Camí i Taula de Lletres Valencianes. Alguns dels millors amics que va trobar a València es mouen en aquests ambients, com per exemple Adolf Pizcueta, el pintor Josep Balaguer o el metge analista Emili Bogani.
Exposà a l'Ateneu Mercantil poc després d'arribar a València, la seua sèrie Apuntes de arquitectura valenciana. I aquest mateix any apareixia el seu llibre sobre cases de camp espanyoles. Ja no són estudis de construcció existents, sinó projectes, alguns d'ells pensats per a llocs i persones concretes.
El seu model d'habitatge, la casa que ha de servir per a diverses generacions ("No dubte que la casa dura més temps que l'home que la construeix. Hi viuran diverses generacions, i el seu estil no ha de ser un capritx de moda" va escriure) encara que ell no va arribar a gaudir-la ni tan sols un lustre, el va poder construir a Godella el 1932. Eren dues cases en filera, un per a Emili Bogani, amb garatge, i l'altre per a la família Baeschlin. L'arquitecte publicà aquest treball a Vivienda el 1933 i després a Der Baumeister. La casa de Baeschlin costà 22.000 pessetes i en la qual no es va estalviar "res en materials, és a dir no s'hi han d'emprar sucedanis barats", l'havia de pagar a terminis al constructor Emilio Casar. Aquesta casa era un habitatge còmode però sobri i mínim, una reinterpretació moderna de la casa tradicional mediterrània. Ell mateix també en dissenyà el mobiliari.
El seu interès per l'habitatge rural li va fer conéixer bé l'arquitectura vernacla de cada part de l'Estat espanyol, motiu aquest del llibre sobre el caseriu basc, d'una carpeta de litografies sobre l'arquitectura gellega de A Guarda, i d'una monografia sobre Eivissa que publicà amb l'ajut de la família de la seua dona, els Vilanova, el 1934.
Va demanar la nacionalitat espanyola, poster per poder col·legiar-se i poder treballar d'arquitecte a València. No li la donaren, i potser per això, però també pel seu interès en la casa de camp, els projectes que conserva el seu fill són en la seua majoria habitatges fora de la ciutat, per a una o dues famílies, diversos dels quals deuen ser encàrrecs d'amics artistes, ja que en la planta pareixen (com també en la seua pròpia casa) habitacions destinades a estudi. També hi ha documentació i fotografies d'edificis públics, per exemple: un club de golf, una gasolinera a Tarancón encarregada per l'agència Ford el 1935 o unes escoles a Llorca. Possiblement, el seu fill així ho considera, les escoles de Godella i Rocafort són obra seua.
La guerra li impedí que seguir la seua carrera d'arquitecte. Aleshores col·labora amb Deutsche Baiuzeitung, treballa com a traductor de llibres tècnics per a Labor i com a arquitecte en el Ministeri de Propaganda, a Barcelona. En acabar la guerra repren els seus projectes, una casa prop de Barcelona, un cas-estudi per al seu amic Julián San Valero, etc. Inesperadament l'any 1941 és empresonat a la Presó Model de València. El 1942 passa uns mesos en el camp de concentració per a estrangers de Miranda de Ebro fins a mitjans de 1942, quan fou obligat a marxar d'Espanya, expulsat a Suïssa. Mentrestant, havia perdut la vista. Era quasi un ancià, sense diners, la seua família s'havia quedat a València, aconseguí sobreviure difícilment, en una pensió, gràcies a traduccions i estudis sobre la casa rural suïssa. Però va mantenir viu el record de la seua casa a Godella, que va intentar (i poster ho aconseguí) publicar de nou en revistes suïsses. Això i les fotografies va ser l'únic que li va quedar de la casa que ell havia imaginat, no només com a casa de la seua vida, sinó la de diverses generacions.

## Obres
- Arquitectura rural de la Marina, publicat a El Camí.
- La Arquitectura del caserío vasco, 1930.